# Nicole Ameline
Nicole Ameline (4 de julio de 1952, Saint-Vaast-en-Auge) es un miembro de la Asamblea Nacional de Francia. Representa al departamento de Calvados como miembro de la Unión por un Movimiento Popular.

## Biografía
Titulada doctora en Derecho, especialista en ambiente, entró en el gabinete del Ministro de Ambiente, Michel d'Ornano: un poderoso hombre de Calvados, la convenció de que se implicara en su departamento natal. Después de desempeñar cargos administrativos en Hornfleur y luego en el Consejo General de Calvados, entró en política en la Asamblea Nacional de Francia en 1988 como suplente de Michel d'Ornano y luego como diputada a la muerte de este 1991.
En 1993, con Yves Boisseau como sustituto, fue elegida con amplia mayoría en la segunda ronda por la UDF. Tenía enfrente un candidato del Frente Nacional y a la izquierda, Corinne Lepage, que fracasó en su intento de pasar a la segunda vuelta. 
En mayo de 1995 con la victoria de Jacques Chirac, dejó su cargo para entrar en el gobierno de Alain Juppé. El mismo año, encabezó la lista Majorité Présidentielle por el municipio de Hornfleur pero perdió por 37 votos en favor de un ecologista independiente. Abandonó el gobierno en noviembre con otros "Juppettes" y fácilmente recuperó su asiento en diciembre. 
Reelegida tras la disolución de 1997, fue la única miembro procedente de la derecha de Calvados. Al año siguiente, se unió al Consejo Regional de Baja Normandía, como vicepresidente, sustituta de René Garrec, presidente de la región desde 1986.
Reelegida como miembro en 2002 bajo el grupo Union pour la majorité présidentielle, recientemente creado a partir de la UMP, fue ministra en el gobierno Raffarin, responsable del Mar durante un mes, y luego con plena responsabilidad en materia de Paridad e Igualdad Profesional, hasta la dimisión de Jean-Pierre Raffarin el 31 de mayo de 2005.
Como ministra encargada de la igualdad profesional y de la paridad, Nicole Ameline emprendió una serie de acciones:
- Adopción de medidas legislativas contra la violencia sobre la mujer, poniendo en marcha un dispositivo de protección contra el cónyuge violento y el refuerzo de las penas.
- Colocando en el mismo rango el racismo, el sexismo y la homofobia.
- Estableciendo la igualdad salarial bajo la forma de diálogo social, y en su defecto a la expiración de un período de 3 años, con la posible introducción de un impuesto, en caso de fracaso de las negociaciones dentro de las empresas y sectores profesionales.
- La introducción de un reconocimiento de la marca de etiqueta de género para las empresas que conforman la igualdad una activa gestión de los recursos humanos y la responsabilidad social.[3]
- Apoyo a la instauración de las primeras guarderías en empresas.
- Desarrollo junto con el Ministerio de Justicia de un documento para utilizar los servicios legales en la lucha contra la violencia doméstica.
- Creación de una colaboración con el Ministerio del Interior para sacar a la luz las estadísticas sobre la violencia, la situación de las víctimas de la prostitución, sobre las graves dificultades de las mujeres salidas de los barrios.
- Con Fadela Amara, expresidente de "Ni putas ni sumisas", financió un libro sobre el "respeto" y apoyó la reubicación de las niñas obligadas por sus familias a ocultarse o casadas por la fuerza.[4]

En agosto de 2005, fue nombrada embajadora encargada de las cuestiones sociales y de la paridad en las relaciones internacionales., luego conjuntamente, delegada del gobierno francés en el consejo de administración de la OIT, con sede en Ginebra, en noviembre del mismo año.
Dejó el puesto de embajadora al ser reelegida para la Asamblea Nacional el 10 de junio de 2007. Militante contra la violencia de género, fue elegida el 30 de julio de 2008 con 138 votos contra 182, para la Convención sobre la eliminación de todas las formas de discriminación contra la mujer (CEDAW) en la sede de la ONU en Nueva York. Asumió la presidencia de CEDAW en febrero de 2013. Desde abril de 2011, es miembro de honor del think tank «Des femmes au service de l'Homme», exclusivamente femenino. 
En 2013, se abstuvo en el voto en la Asamblea Nacional instituyendo el matrimonio igualitario.